# Tre mand og en lille dame
Tre mand og en lille dame (eng: Three Men and a Little Lady) er en amerikansk komediefilm fra 1990 instrueret af Emile Ardolino og med Tom Selleck, Steve Guttenberg, Ted Danson og Nancy Travis i hovedrollerne. Filmen efterfulgte Tre mand og en baby fra 1987.

## Plot
De tre mænd - Peter, Michael og Jack - lever med Mary, der nu er fem, og hendes mor, Sylvia. Gruppen er splittet op, når Sylvia annoncerer, at hun skal giftes med en englænder , og at de har til hensigt at flytte til Storbritannien efter brylluppet, sammen med Mary.
Peter og Michael (senere Jack) rejser til brylluppet, hvor Peter opdager, at Sylvias forlovede, Edward, har til hensigt at sende Mary til en kostskole (Pileforth Academy), da han ikke har nogen reel interesse i hende. Han benægter alt og Sylvia nægter at tro Peter, velvidende at han har ugleset Edward fra begyndelsen.
En attraktion mellem Peter og Sylvia er alligevel voksende, noget han nægter at anerkende. Han bryder ind på Pileforth i et forsøg på at få bevis for Edwards ordning om at sende Mary der til. Han bliver opdaget af skoleleder, Miss Elspeth Lomax, som siger, at hun har fået at vide af Edward, at Peter er forelsket i hende. Hun begynder at tage sit tøj af og forsøgte at have sex med ham, men han formår at komme væk og senere forklarer han hende, hvad Edward har gjort, men undskylder for misforståelsen.
Peter, med hjælp fra Miss Lomax, prøver at stoppe brylluppet. For at forårsage en forsinkelse, har Michael kidnappet præsten og Jack forklæder sig som en ældre sognepræst. Peter og Miss Lomax ankommer til kirken efter mange forsinkelser. Han konfronterer Sylvia med sandheden, Miss Lomax selv bekræfter, at hvad Edward har gjort. Sylvia konfronterer ham, og han indrømmer sandheden, men det er for sent - de er allerede gift. Eller så det ser ud ... indtil Jack åbenbarer sig til alle. Ikke alene har han endelig bevist sine skuespilsfærdigheder, men ægteskabet er ugyldig.
Sylvia erklærer sin hensigt om at gå hjem, men Peter stopper hende og erklærer sin kærlighed. De gifte sig med Mary som deres brudepige.

## Medvirkende
- Tom Selleck som Peter Mitchell
- Steve Guttenberg som Michael Kellam
- Ted Danson som Jack Holden
- Nancy Travis som Sylvia Bennington
- Robin Weisman som Mary Bennington
- Fiona Shaw som Miss Elspeth Lomax